# Акудібашево
Акудіба́шево (рос. Акудибашево, башк. Акудибаш) — село у складі Бірського району Башкортостану, Росія. Входить до складу Кусекеєвської сільської ради.
Населення — 270 осіб (2010; 289 у 2002).
Національний склад:
- марійці — 100 %